# しあわせの宮
しあわせの宮（しあわせのみや）は、三重県多気郡多気町にある神社。

## 祭神

西参道脇に建つ「しあわせ大神偶」像。群馬県吾妻郡東吾妻町郷原出土のハート形土偶に類似。

主祭神は地母神。境内の案内板には「大地母神 しあわせ大神」（引用）とある。神体は付近のマイラ遺跡で出土した縄文時代中期の石棒。長さ29センチメートル、幅14センチメートルという、大きくずんぐりとした格好の有頭石棒である。軟質の石を素材とし、頭部・基部それぞれに2か所の小さな穴を設け、表面は研磨されている。石棒は男根（陰茎）を象ったものとされ、「マイラ」という遺跡名（地名）も男根を意味する「マラ」に由来するという。
このほか舞踊殿前に天のうづ女命、猿田彦命、天の手力男命、西に天照大神、大己貴命、少名彦命、倭姫命などを祀る。長寿、金運、出世、縁結びという4つ合わせの霊験ありと謳う。

## 歴史
1962年（昭和37年）12月1日、地元の農家が遺物を発見。これを神体として、翌1963年（昭和38年）4月1日に創祀した。社名は往時の流行歌『しあわせの歌』から僧の小林慈海が命名した。たとえ無神論者であっても、広く人々をお守りするようにとの願いが込められている。
当社が鎮座する多気町外城田地区では、昭和10年代から外城田郷土会によって幅広く考古学調査が行われている。神体とする石棒が出土したマイラ遺跡は、JR参宮線・外城田駅から北西に400メートルほど離れた丘の西側斜面にあり、この石棒のほかに遺物が発見されなかったことから、かつての石棒祭祀場であったと推定されている。
石棒の噂が広まると参拝客が多く訪れるようになり、祈願していた外城田駅設置が決定すると、地元では大願成就を記念して新しい神社を建立する機運が高まった。石棒出土地のマイラ遺跡は急な地形で高齢者には参拝が困難であったことから、少し離れた現在の場所を鎮座地とした。半球状で「ちぶさ山」と呼ばれていた場所である。1963年4月1日、外城田駅開駅祝賀会の後に続いて、しあわせの宮鎮座祭が開催された。宮司による祝詞の後、紙吹雪が舞うなか餅まきをして盛大に祝った。ちなみに、この鎮座祭（大人数による集会）を開催する旨を事前に届出ていなかったこと、チラシをヘリコプターで上空からばら撒いたことを警察が問題視し、宮司に対し厳重注意をした。

## 境内
社叢はJR参宮線沿いにあり、東西に参道（階段）が設けられている。奥に本殿が鎮座し、手前に舞踊殿、隣に社務所が建つ。多数の石碑や像が建立されているほか、ミニ図書館、しあわせの塔、ハッピーランド子供遊園地といった施設がある。

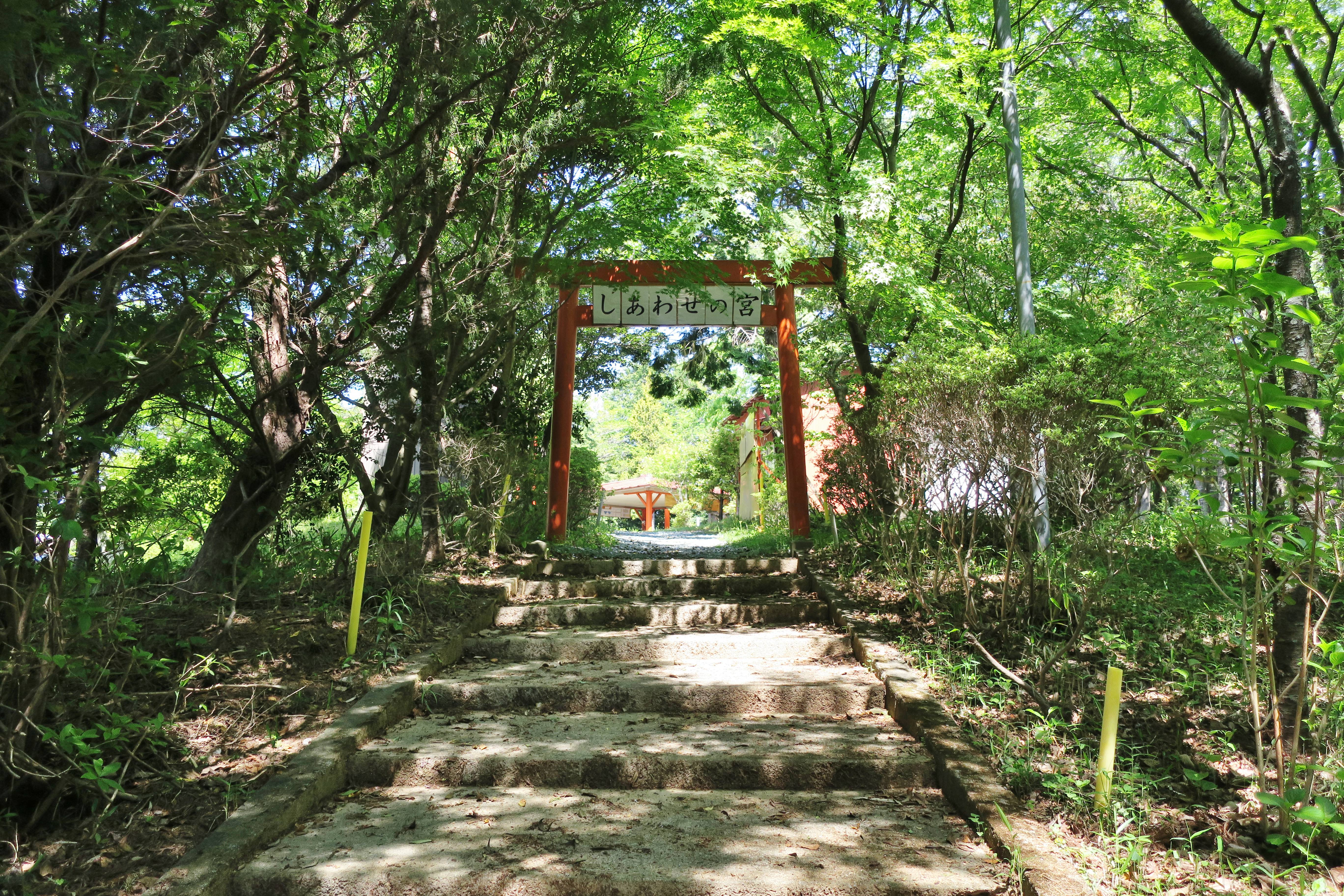
東参道
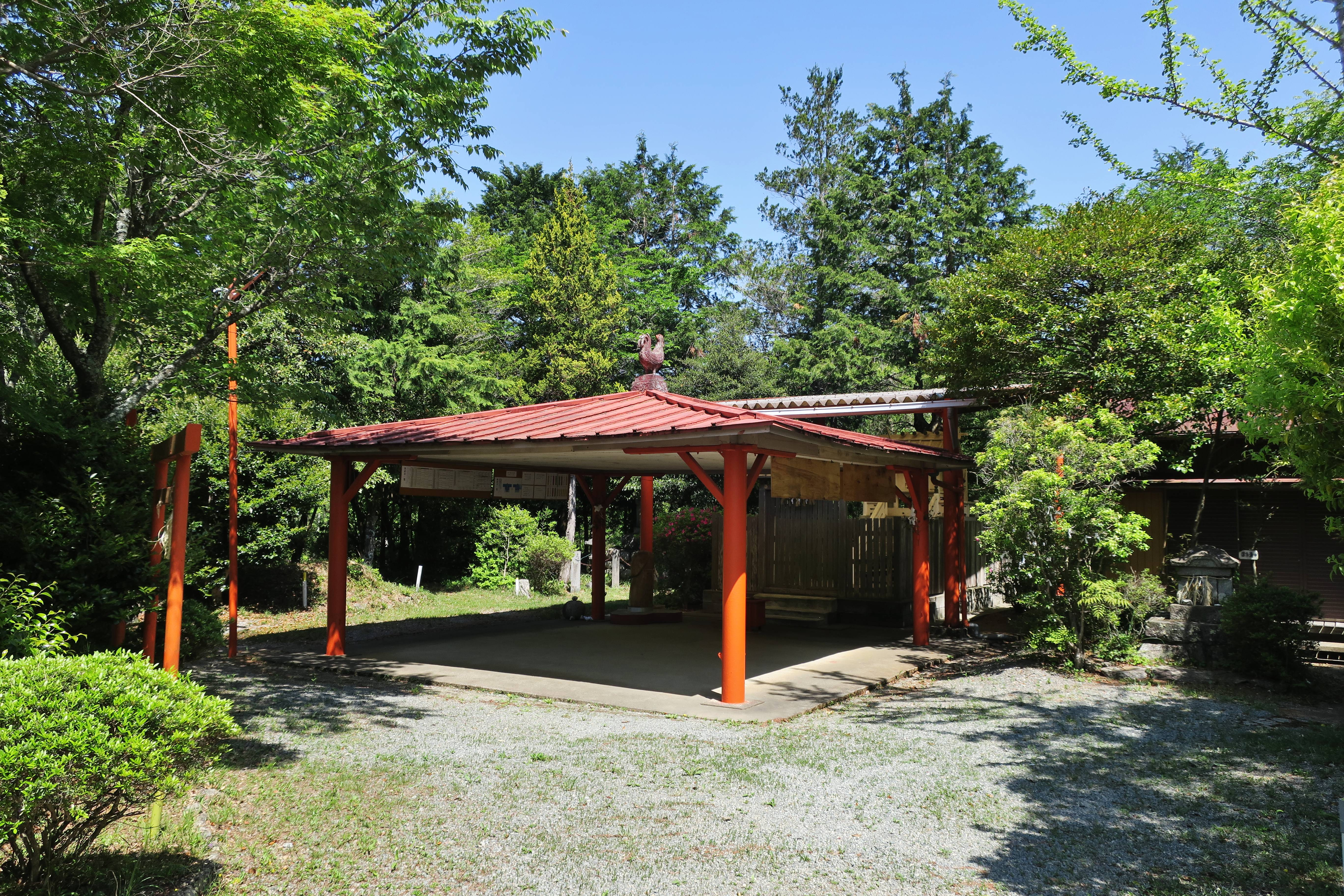
舞踊殿（手前）と本殿（奥）
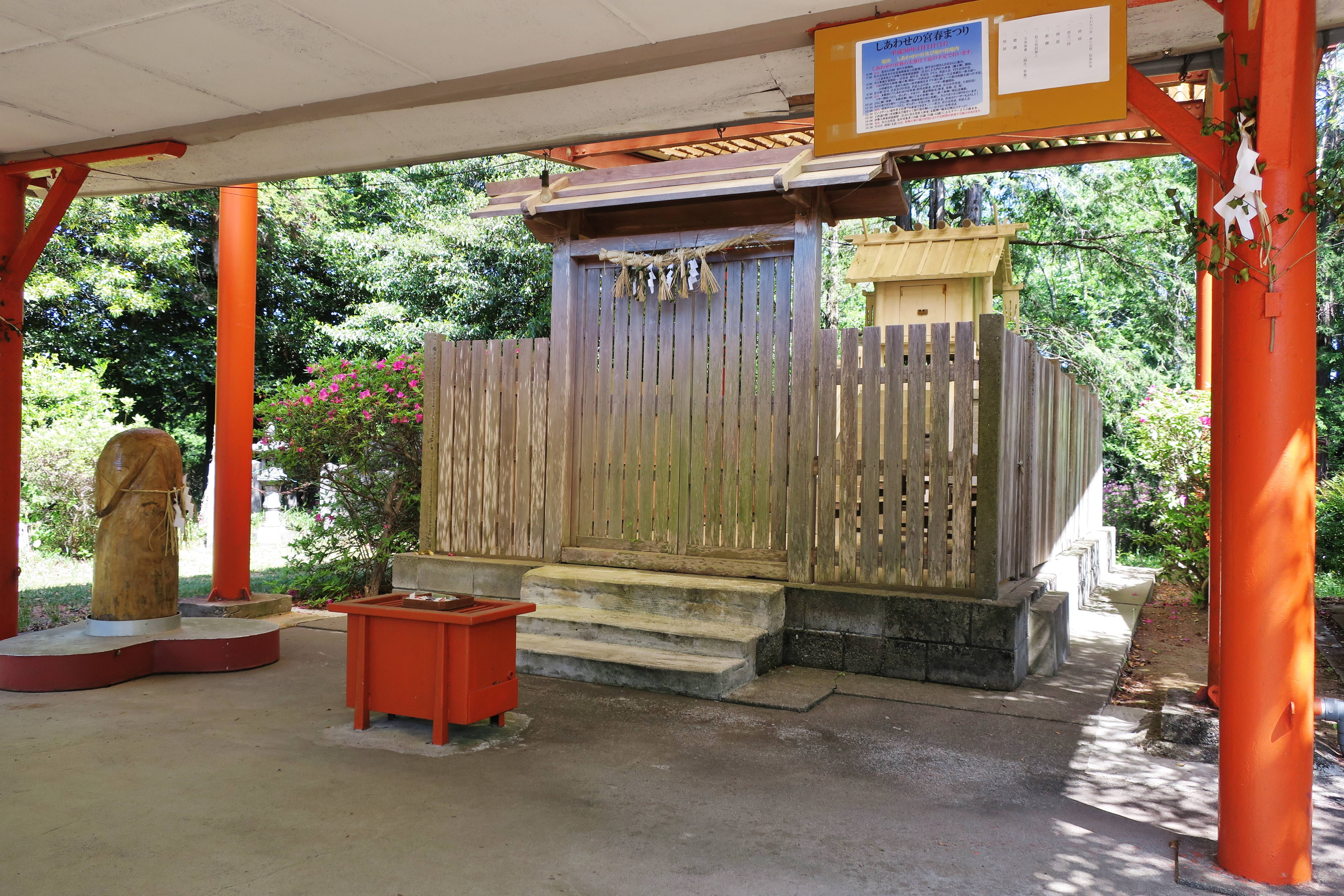
本殿と男根像
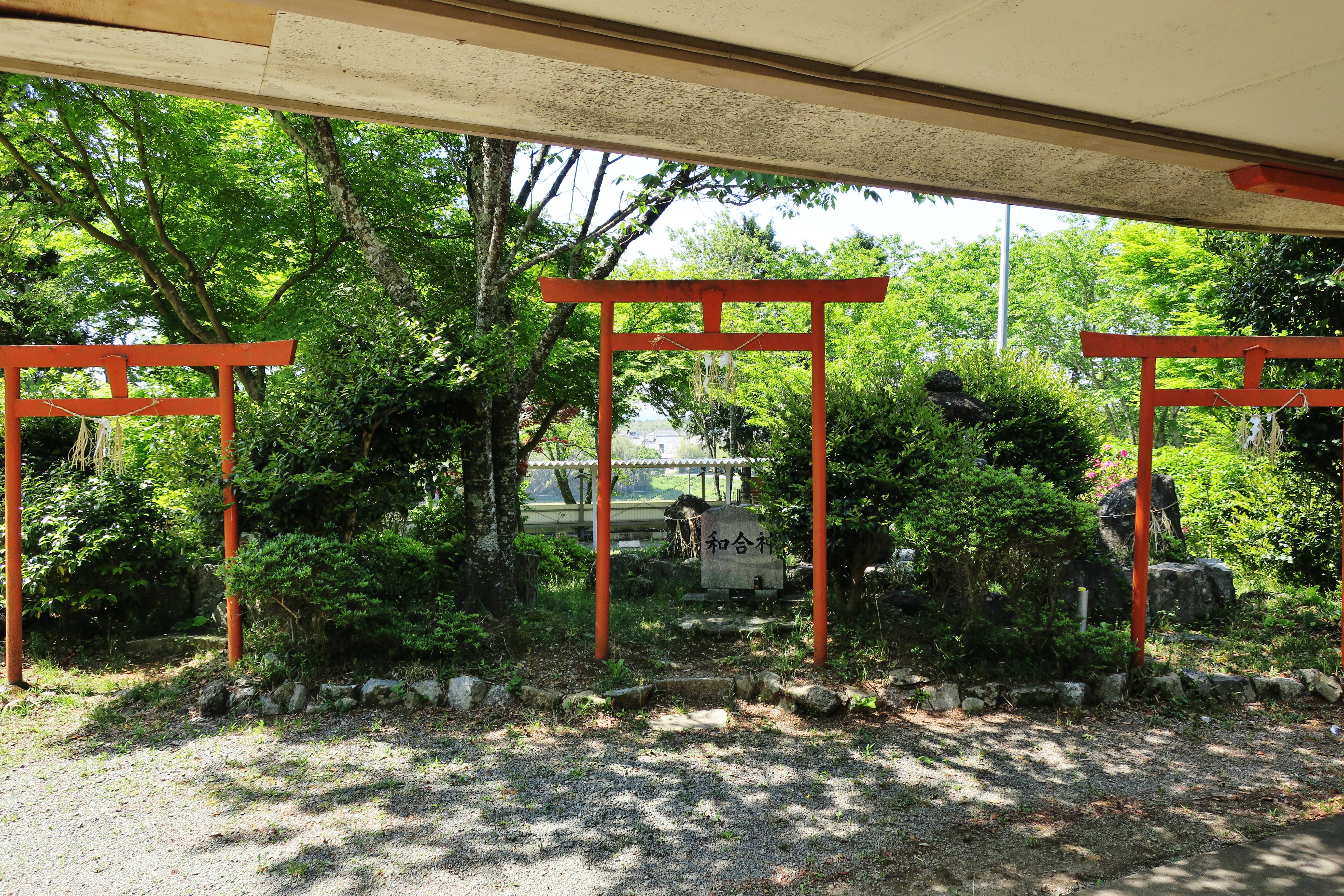
舞踊殿前の三柱
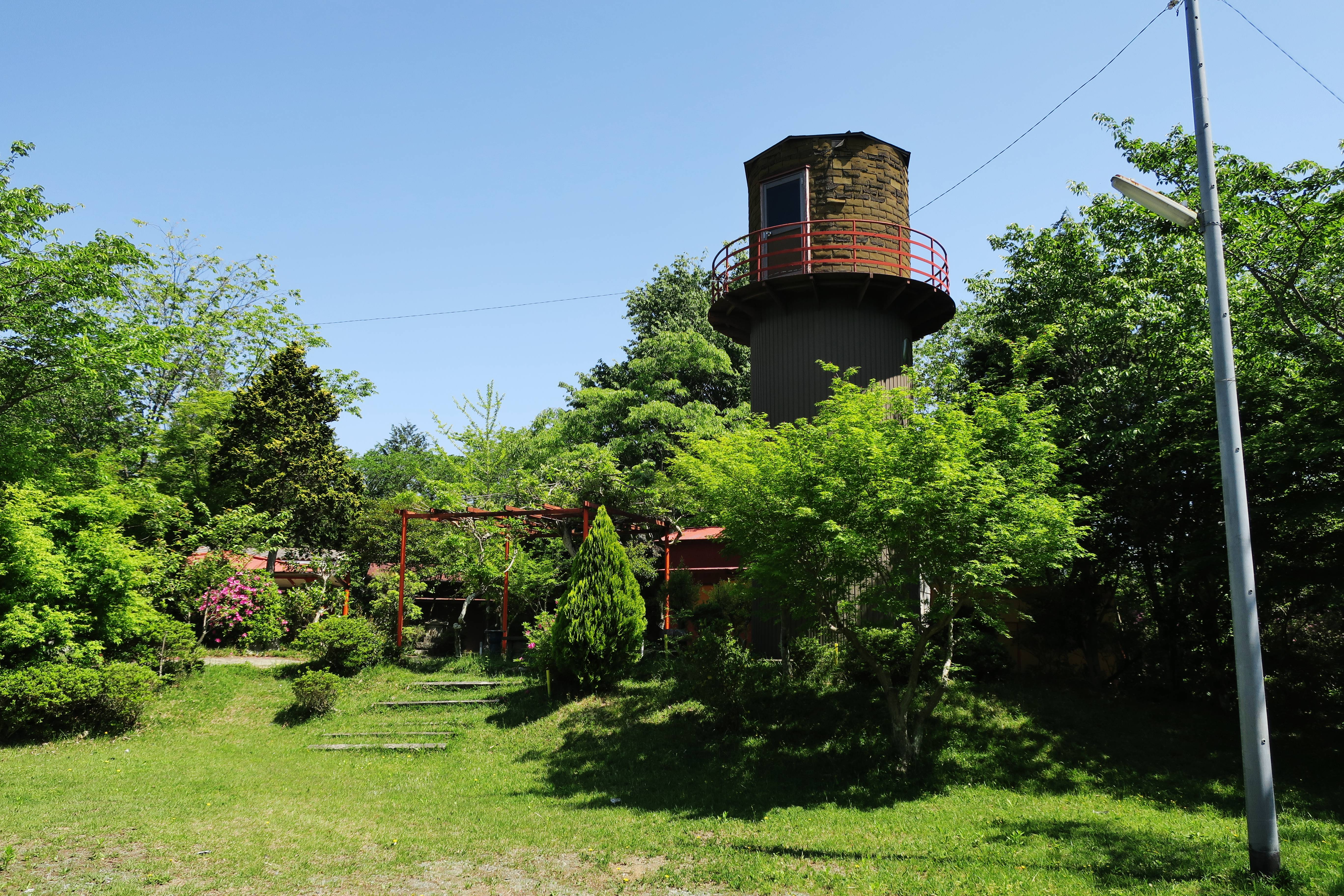
しあわせの塔
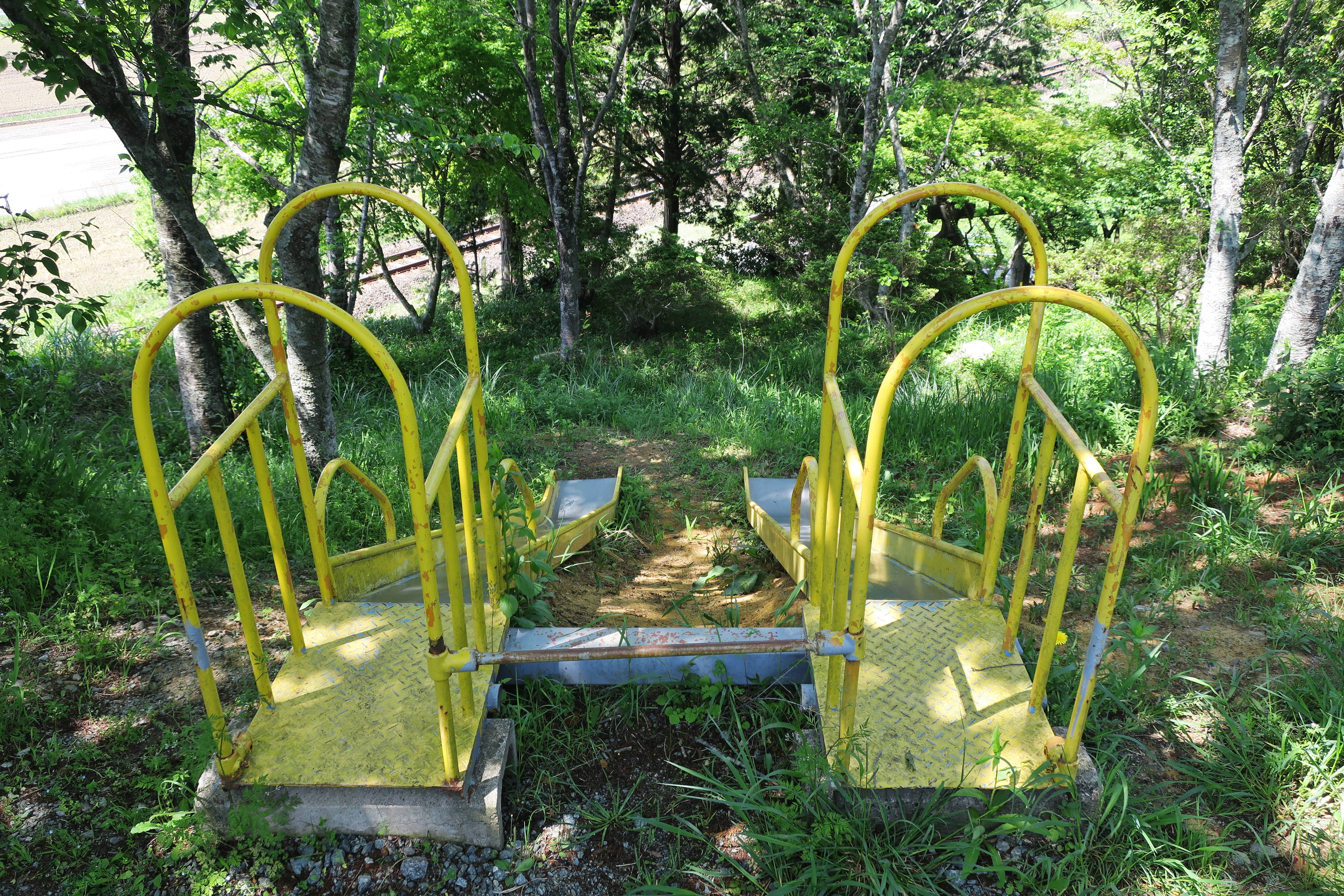
遊具（すべり台）

## 祭事・年中行事
4月第1日曜日が春の大祭、11月3日（文化の日）が秋の大祭である。

## 交通アクセス

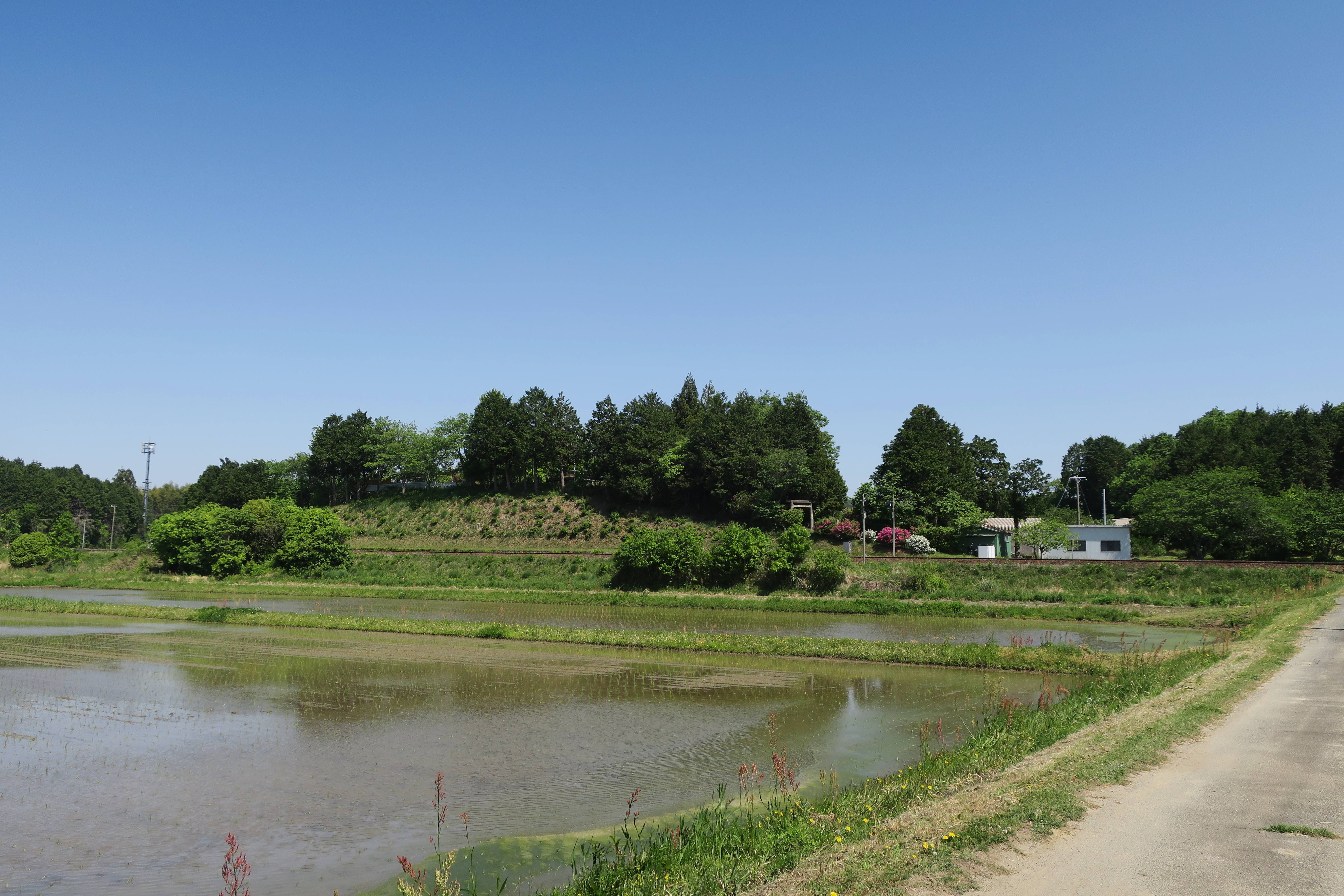
社叢。手前はJR参宮線。

公共交通機関
JR参宮線・外城田駅から徒歩15分間。
自家用自動車
伊勢自動車道・勢和多気インターチェンジから自動車で20分間。

## しあわせの宮に関連する人物

### 宮司
1. 逵原幸彦 - 本名・彦兵衛。社名から「幸」、本名から「彦」の字をとって改名[12]。
2. 逵原ミレイ - 幸彦の子。本名・実。軍歌『戦友の遺骨を抱いて』の作詞者でもある。

### 協力者
- 奥義郎 - 考古学者。逵原ミレイの3歳年上で、ともに野山を散策し遺物収集に励む[13]。
- 北川卓三 - 当地の篤農家。ミカン畑開墾中に石棒（のちの神体）を発見、逵原の元に持ち込む[14]。
- 小林行雄 - 京都大学の考古学者。石棒を鑑定した際に発した「地母神」というキーワードが、のちに祭神名として用いられることとなる[15]。
- 小林慈海 - 仏僧。逵原とは同郷の出身。石棒発見の半月後に講演会で当地を来訪した際、逵原ミレイの依頼で社名「しあわせの宮」を発案[16]。

### 芸能界
芸能神社として神徳を高めるため、芸能人への勧誘を行った。

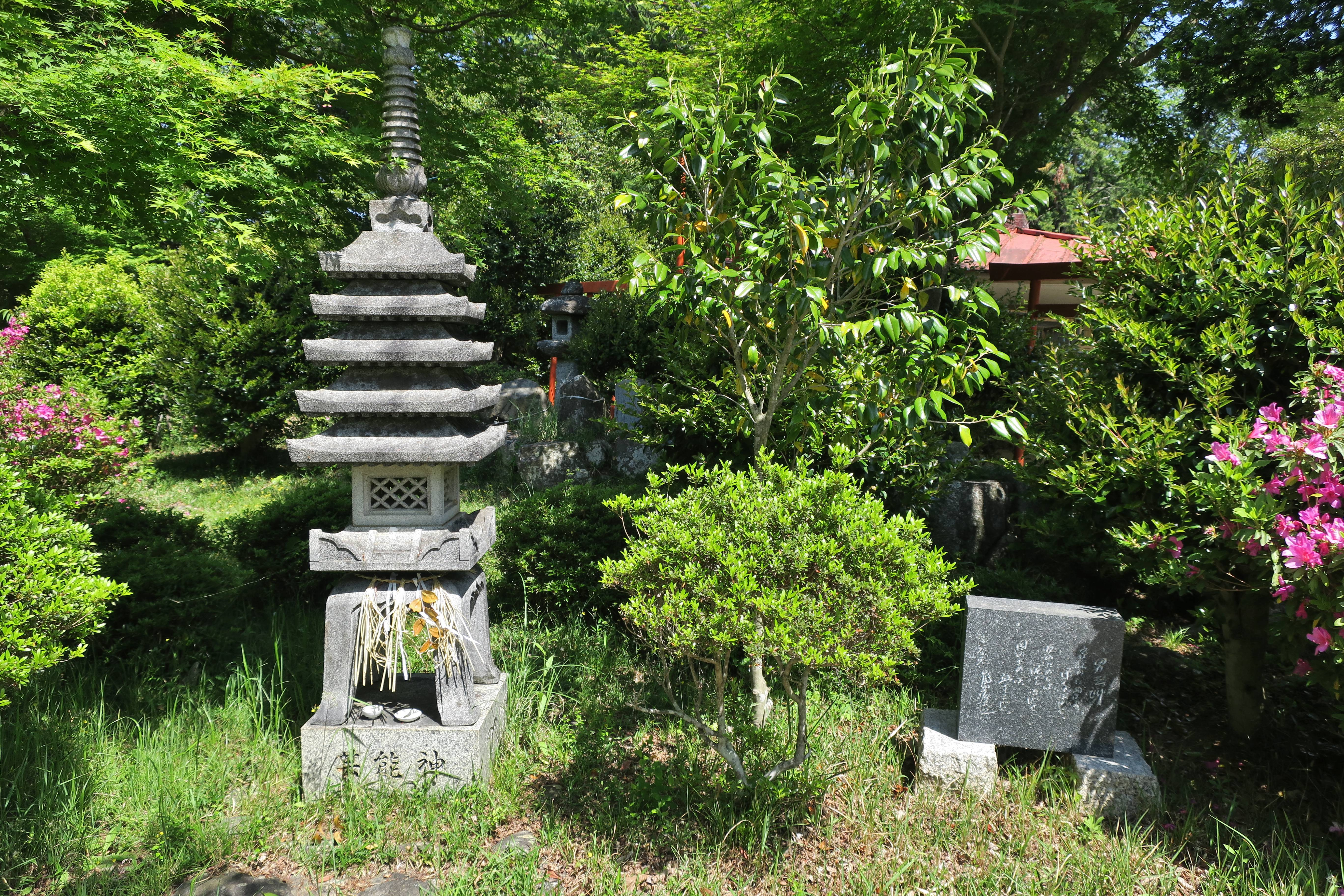
芸能神

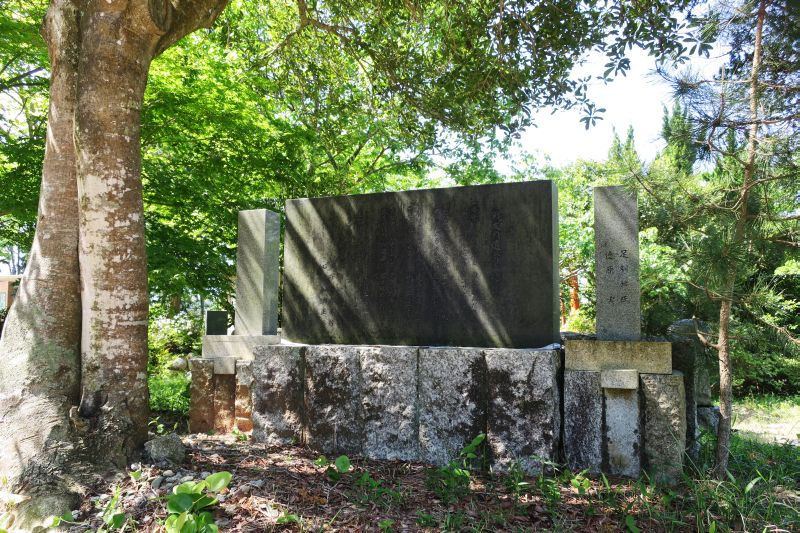
『戦友の遺骨を抱いて』歌碑

- 遠藤実（星幸男） - 作曲家。逵原ミレイにこまどり姉妹を紹介[18]。
- 鈴木ひろみつ - 俳優。境内には、彼が幼少時代によじ登って折ってしまった木がある[19]。
- 五木ひろし - 歌手。父親が当社に通い、息子の大成を祈願、のちに五重塔を奉納[20]。
- 森繁久彌 - NHK『パノラマ劇場』内で『戦友の遺骨を抱いて』を歌ったのがきっかけで逵原ミレイと親交を持つ。境内に森繁の松を奉納[21]。

ちなみに、歌手・三沢あけみのように勧誘に失敗した例もある。